# Hypena hemiphaea
Hypena hemiphaea là một loài bướm đêm trong họ Erebidae.